# Падилья, Хосе
Хосе́ Пади́лья (исп. José Padilla; 4 декабря 1955 — 18 октября 2020) — испанский диджей и продюсер музыки в стиле эмбиент.

## Биография
Больше всего он известен работой в качестве диджея в баре Café del Mar на острове Ивиса и считался ответственным за популяризацию электронной музыки чил-аут.
Родился в Барселоне, Падилья переехал на Ивису в 1975 году, став резидентом Café del Mar в 1991 году. В 1994 году подготовил первый сборник Café del Mar для лейбла React. Серия в данный момент состоит из 14 сборников и определенного количества связанных сборников, также она положила начало созданию собственного одноименного лейбла. Падилья выбирал треки для первых шести сборников, а также для памятного издания 20th Anniversary.
Хотя несколько треков Падильи присутствуют в различных сборниках, он издал свой первый альбом Souvenir только в 1998 году на лейбле Mercury Records. Диск является результатом сотрудничества нескольких chill-out музыкантов, включая Ленни Ибисарре и Пако Фернандеса. Его второй альбом Navigator был издан в 2001 году.
Падилья оставался резидентом в Café del Mar, а также гастролировал по миру. В последнее время он издавал серию сборников, не связанную с Café del Mar под названием Bella Musica.
Второй альбом диджея Navigator, выпущенный в 2001 году, был удостоен «Грэмми» в категории «Лучший инструментальный альбом».

## Дискография
| Год  | Название                                             |
| ---- | ---------------------------------------------------- |
| 1993 | Café del Mar, Vol 1                                  |
| 1994 | Café del Mar, Vol 2                                  |
| 1995 | Café del Mar, Vol 3                                  |
| 1996 | Café del Mar, Vol 4                                  |
| 1997 | Café del Mar, Vol 5                                  |
| 1998 | Souvenir                                             |
| 1999 | Café del Mar, Vol 6                                  |
| 2001 | Navigator                                            |
| 2002 | Navigator (Special Ed.)                              |
| 2002 | El Sueno de Ibiza                                    |
| 2005 | Man Ray, Vol 4                                       |
| 2006 | Café Solo                                            |
| 2007 | Café Solo, Vol 2                                     |
| 2009 | Café Mambo Ibiza 09                                  |
| 2010 | Ibiza Classic Sunset                                 |
| 2010 | Here comes the sunset vol.4- Singita, miracle beach  |
| 2012 | Blue Note Beach Classics — presented by José Padilla |